# 2015 års skolkommission
2015 års skolkommission var en kommission för skolväsendet i Sverige, som bildades den 1 april 2015 av den svenska regeringens ministrar i utbildningsdepartementet, Gustav Fridolin (utbildningsminister) och Aida Hadzialic (gymnasie- och kunskapslyftsminister), för att höja den svenska skolans kunskapsresultat, förbättra kvaliteten på undervisningen och öka olika skolors likvärdighet. Den leddes av Jan-Eric Gustafsson. Kommissionen publicerade ett delbetänkanden, Samling för skolan: Nationella målsättningar och utvecklingsområden för kunskap och likvärdighet (SOU 2016:38). Kommissionens slutbetänkande, Samling för skolan: Nationell strategi för kunskap och likvärdighet (SOU 2017:35), överlämnades till regeringen den 20 april 2017.

## Bakgrund och uppdrag
Bakgrunden till bildandet av Skolkommissionen var de sjunkande skolresultaten, vilket visade sig i nationella tester och internationella, såsom PISA och TIMSS. OECD lade i december 2014 fram preliminära rekommendationer för att förbättra den svenska skolan efter att de granskat denna på svensk begäran. Den slutliga rapporten i maj 2015 hävdade att disciplinen i den svenska skolan blivit sämre, att få lärare upplever sina yrken vara uppskattade i samhället, men att ökad migration bara i liten utsträckning är en förklaring till de sämre resultaten.
Regeringens uppdrag till Skolkommissionen var att föreslå insatser för att höja studieresultaten, förbättra kvaliteten i undervisningen och öka likvärdigheten i skolan och då fokusera på förskoleklassen, grundskolan och gymnasieskolan. Kommissionen skulle också analysera orsakerna till de sämre resultaten och formulera problemen med den svenska skolan. Deras uppdrag var vidare att se till långsiktiga planer, som är samhällsekonomiskt effektiva, och grunda sina förslag på vetenskaplig forskning, samt att anlägga ett jämställdhetsperspektiv på sitt arbete.

## Ledamöter
Skolkommissionens ledamöter är förordnade av regeringen och kommissionen är sammansatt enligt följande:
- Ordförande: Jan-Eric Gustafsson (senior professor vid Institutionen för pedagogik och specialpedagogik, Göteborgs universitet)
- Ledamot: Lina Axelsson Kihlblom (central grundskolechef, Haninge kommun)
- Ledamot: Erik Boltegård Blom (elev, projektledare Sveriges Elevkårer)
- Ledamot: Johanna Jaara Åstrand (förbundsordförande, Lärarförbundet)
- Ledamot: Lars Hallenberg (kanslichef, Lärarnas riksförbund)
- Ledamot: Tobias Krantz (chef utbildning forskning och innovation, Svenskt Näringsliv)
- Ledamot: Marika Markovits (direktor Stockholms stadsmission och huvudman, Grillska Gymnasiet)
- Ledamot: Matz Nilsson (förbundsordförande, Sveriges skolledarförbund)
- Ledamot: Pasi Sahlberg (Visiting Professor of Practice, Harvard University)
- Ledamot: Kerstin Sahlin (professor i företagsekonomi, Uppsala universitet)
- Ledamot: Katrin Stjernfeldt Jammeh (kommunstyrelsens ordförande, Malmö stad)
- Ledamot: Mara Westling Allodi (professor i specialpedagogik, Stockholms universitet)
- Ledamot: Björn Åstrand (doktor i historia och dekan för lärarutbildningen, Karlstad universitet)